# Güelf II de Baviera
Welf II o Güelf II (1072 - Kaufering 24 de setembre de 1120, també anomenat Welfhard) dit el Gros, va ser duc de Baviera des 1101 fins a la seva mort. A la genealogia dels Welfs o güelfs apareix com Welf V.

## Vida i regnat
Welf era el fill gran de Welf I (IV), duc de Baviera, i la seva esposa Judit de Flandes. El 1089, es va casar amb Matilde de Toscana, una vídua rica que tenia 26 anys, per tal d'enfortir la relació entre la seva família i el papa durant la Querella de les Investidures. Així el duc de Baviera passava a ser de facto l'administrador del marquesat de la Toscana (almenys fins al 1093).
Anteriorment al seu matrimoni Matilde s'havia declarat ferma partidària del papa, fins i tot l'any 1077 havia acollit a casa seva l'emperador Enric IV per afavorir una trobada amb el papa Gregori VII que solucionés l'assumpte. En aquell moment l'emperador es va disculpar davant del papa, però el seu penediment no era sincer i més endavant va desposseir els nobles que no li havien fet costat durant la querella, entre ells,els Welf. El 1092 els exèrcits de Matilde posen a ratlla, prop de Reggio, entre Bianello i Canossa, l'exèrcit de l'emperador, que havia arribat fins allà per venjar la humiliació del 1077.
El 1093 Welf es va assabentar que Matilde havia transferit secretament els seus béns a l'Església abans del seu matrimoni i, amb por de perdre també els béns que li corresponien per part paterna, decideix juntament amb el seu pare, canviar de bàndol posant-se al costat de l'emperador Enric IV. L'any 1095 abandona la seva esposa i a l'any següent Enric IV li restitueix el ducat al pare amb la promesa al fill de succeir-lo com a duc de Baviera.
Després de la mort del seu pare el 1101 Welf va heretar el càrrec de duc de Baviera. Va continuar la seva aliança amb els reis, i no es va tornar a casar; va morir sense fills el 1120. Welf va ser enterrat a l'Abadia de Weingarten. El va succeir el seu germà Enric IX de Baviera el Negre.